# Mizarela, Pero Soares e Vila Soeiro
Mizarela, Pero Soares (pré-AO 1990: Pêro Soares) e Vila Soeiro (oficialmente, União de Freguesias de Mizarela, Pero Soares e Vila Soeiro) é uma freguesia portuguesa do município de Guarda, com 14,02 km² de área e 200 habitantes (censo de 2021). A sua densidade populacional é 14,3 hab./km².
Pero Soares possui ainda um lugar anexo ao seu, denominado Ponte da Mizarela.

## História
Foi criada aquando da reorganização administrativa de 2012/2013, resultando da agregação das antigas freguesias de Mizarela, Pero Soares e Vila Soeiro e tem a sede em Mizarela.

## Demografia
A população registada nos censos foi:
| Distribuição da População por Grupos Etários | Distribuição da População por Grupos Etários | Distribuição da População por Grupos Etários | Distribuição da População por Grupos Etários | Distribuição da População por Grupos Etários | Distribuição da População por Grupos Etários |
| -------------------------------------------- | -------------------------------------------- | -------------------------------------------- | -------------------------------------------- | -------------------------------------------- | -------------------------------------------- |
| Antes da agregação                           |                                              |                                              |                                              |                                              |                                              |
| Ano                                          | 0-14 anos                                    | 15-24 anos                                   | 25-64 anos                                   | >= 65 anos                                   | Total                                        |
| 2001                                         | 21                                           | 34                                           | 152                                          | 127                                          | 334                                          |
| 2011                                         | 13                                           | 17                                           | 112                                          | 104                                          | 246                                          |
| Após a agregação                             |                                              |                                              |                                              |                                              |                                              |
| Ano                                          | 0-14 anos                                    | 15-24 anos                                   | 25-64 anos                                   | >= 65 anos                                   | Total                                        |
| 2021                                         | 9                                            | 12                                           | 80                                           | 99                                           | 200                                          |